# Космос-2410
Космос-2410 је један од преко 2400 совјетских вјештачких сателита лансираних у оквиру програма Космос.
Космос-2410 је лансиран са космодрома Плесецк, Русија, 24. септембра 2004. Ракета-носач Космос је поставила сателит у орбиту око планете Земље. 